# بویوک‌توغلوک (امیرداغ)
بویوک‌توغلوک (به ترکی استانبولی: Büyüktuğluk) یک منطقهٔ مسکونی در ترکیه است که در امیرداغ واقع شده‌است.